# Kishtwar-Himalaya
Der Kishtwar-Himalaya ist ein Teilgebirge des westlichen Himalaya. 

## Lage
Der Kishtwar-Himalaya erstreckt sich über einen Teil der indischen Unionsterritorien Jammu und Kashmir und Ladakh sowie des Bundesstaates Himachal Pradesh. Das Gebirge liegt innerhalb der Distrikte Kishtwar, Kargil und Chamba. Begrenzt wird es im Süden vom Flusstal des Chanab, im Westen von dessen Zuflüssen Kiar Nal und Marau sowie im Osten vom Myiargletscher und dessen Abfluss zum Chanab. Die nördliche Grenze bilden die Quellflüsse des Zanskar – Stod (Doda) und Lungnak (Tsarap). 
Der Chanab-Zufluss Dharlang durchfließt den zentralen Teil des Kishtwar-Himalaya in westlicher Richtung. Das Gebirge erreicht im Sickle Moon eine maximale Höhe von 6574 m. Die meisten Gipfel liegen auf einer Höhe von ungefähr 6000 m. Eine Reihe von Bergen (beispielsweise Cerro Kishtwar und Kishtwar Kailash) bieten schwierige Anstiege, die eine Herausforderung für die besten Kletterer darstellen.

## Nationalparks
Im Norden des Kishtwar-Distrikts in Jammu und Kashmir befindet sich der Kishtwar-Nationalpark. 